# Seitliches Einspitzen

Seitliches Einspitzen

Das seitliche Einspitzen ist eine Methode der Pflanzenveredelung innerhalb der Ruhezeit der Pflanzen.
Das Einspitzen wird statt des seitlichen Anplattens durchgeführt, wenn das Edelreis schwächer als die Unterlage ist. Dabei wird die Rinde der Unterlage mit einem senkrechten seitlichen Einschnitt vorsichtig vom Kambium so weit gelöst, dass das beidseitig keilförmige zugeschnittene Edelreis eingeschoben werden kann. Nach dem Anwachsen wird der Kopf der Unterlage abgeworfen.